# Дитмар фон Айст
Дитмар фон Айст (нем. Dietmar von Aist; ок. 1115, Австрия — ок. 1171) — немецкий средневековый поэт периода раннего миннезанга.

## Биография
Дитмар принадлежал титулованному австрийскому баронскому роду. Он упоминается в документах Зальцбурга, Регенсбурга и Вены в период с 1139 по 1171 гг. Прозвище «Айст» поэт по всей видимости получил от одноимённой реки в Верхней Австрии, где находятся руины его родового замка. Однако являлся ли упоминаемый в австрийских летописях Дитмар фон Айст поэтом, доподлинно неизвестно.

## Творчество

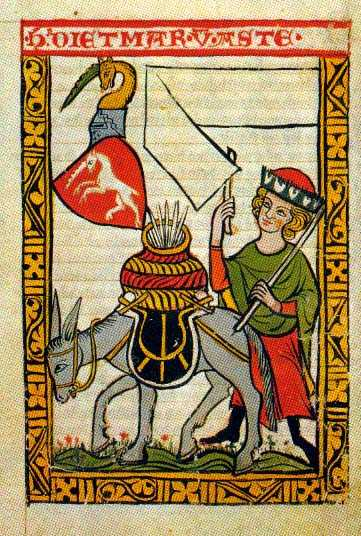
Дитмар фон Айст

Дитмару приписывается ряд песен, и лишь несколько из них однозначно признаны его сочинениями. Творчество Дитмара фон Айста относится к раннему периоду миннезанга. Он является связующим звеном между обычной и придворной формами лирики миннезанга. Дитмар одним из первых стал использовать в стихосложении рефрен.
Его песни посвящены большей частью отношениям между мужчиной и женщиной — любви, расставанию, дружбе. Некоторые его стихи написаны от лица женщины. Она в стихах Дитмара в этих отношениях — сильная сторона и может, например, сама выбирать себе партнёра.
Сочинения Дитмара фон Айста представлены в «Манесском Кодексе».

### Текст произведений
- Hugo Moser und Helmut Tervooren (Bearb.): Des Minnesangs Frühling. 38. , erneut revidierte Auflage. Hirzel, Stuttgart 1988, ISBN 3-7776-0448-8, S. 56-69.

### Вторичные источники
- Joachim Bumke: Geschichte der deutschen Literatur im hohen Mittelalter. dtv, München 1990, ISBN 3-423-04552-3, S. 85-86.
- Hans Fromm (Hrsg.): Der deutsche Minnesang: Aufsätze zu seiner Erforschung, Band 1. Wissenschaftliche Buchgesellschaft, Darmstadt 1961; Band 2, Wissenschaftliche Buchgesellschaft, Darmstadt 1985, ISBN 3-534-08604-X (= Wege der Forschung; Band 608).
- Rolf Grimminger: Poetik des frühen Minnesangs. C. H. Beck, München 1969 (= Münchener Texte und Untersuchungen zur deutschen Literatur des Mittelalters; Band 27).
- Andreas Hensel: Vom frühen Minnesang zur Lyrik der Hohen Minne: Studien zum Liebesbegriff und zur literarischen Konzeption der Autoren Kürenberger, Dietmar von Aist, Meinloh von Sevelingen, Burggraf von Rietenburg, Friedrich von Hausen und Rudolf von Fenis. Lang, Frankfurt am Main 1997, ISBN 3-631-31138-9.
- Fritz Peter Knapp: Deutschsprachiges Schrifttum. In: Anna M. Drabek (Red.): Österreich im Hochmittelalter (907 bis 1246). Verlag der österreichischen Akademie der Wissenschaften, Wien 1991, ISBN 3-7001-1861-9, S. 505—526 (= Veröffentlichungen der Kommission für die Geschichte Österreichs/Österreichische Akademie der Wissenschaften; Band 17).
- Alfred Romain: Die Lieder Dietmars von Eist. Univ. , Diss. , Leipzig 1911. (auch in: Beiträge zur Geschichte der deutschen Sprache und Literatur 37. 1912, S. 349—431, 565.)
- Günther Schweikle: Minnesang. 2. , korrigierte Auflage. Metzler, Stuttgart 1995, ISBN 3-476-12244-1 (= Sammlung Metzler; Band 244).
- Helmut Tervooren: Dietmar von Aist. In: Verfasserlexikon, Band 2. 2. Auflage. De Gruyter, Berlin 1980, ISBN 3-11-007699-3, Spalte 95-98.
- Ingo F. Walther (Hrsg.): Codex Manesse. Die Miniaturen der Großen Heidelberger Liederhandschrift. Insel, Frankfurt am Main 1989, ISBN 3-458-14385-8.
- Herbert Zeman (Hrsg.): Literaturgeschichte Österreichs: von den Anfängen im Mittelalter bis zur Gegenwart. Akademische Druck- u. Vlgs. , Graz 1996, ISBN 3-201-01650-0.